# Formiciinae
Los formiciinos (Formiciinae) son una subfamilia fósil de hormigas. Su género tipo es Formicium, que incluye actualmente 3 especies y del que se conocen sólo las reinas y los machos; las obreras no se han encontrado.
Aparte de Formicium se incluye al género Titanomyrma que fue descrito en 2011. Formicium incluye a las especies descritas que son conocidas solamente de alas fósiles. Formicium abarca a tres especies: Formicium mirabile, nombrada por Theodore D. A. Cockerell en 1920, y Formicium brodiei, nombrada por John O. Westwood en 1854, se conocen de alas delanteras halladas en estratos del Eoceno medio de Bournemouth, en Dorset, Inglaterra. La tercera especie, Formicium berryi fue nombrada por Frank M. Carpenter ein 1929 de restos del Eoceno medio de la Formación Claiborne en Puryear (Tennessee), EE. UU., aunque él confundió la formación con la Formación Wilcox.  F. berryi fue el primer registro descrito del género y, hasta 2011, de la subfamilia en Norteamérica. Con la descripción de Titanomyrma, las dos especies ya descritas de especímenes completos de cuerpos, Formicium giganteum y F. simillimum, fueron transferidos al nuevo género siendo renombrados Titanomyrma giganteum y T. simillimum, respectivamente. Titanomyrma también contiene a una tercera especie, T. lubei descritas en el mismo artículo que el género y que es el segundo miembro de la subfamilia conocido de Norteamérica.
La envergadura que distingue a los sexuados es la mayor existente entre las hormigas —tanto existentes como extintas— que se ha encontrado. Las reinas tenían una envergadura máxima de 13 a 15 cm. Eran verdaderos gigantes (una de las especies se conoce como T. giganteum). Dos de las especies se conocen a partir de las reinas y los machos, ambos de un depósito del Eoceno en Messel (Alemania). Las otras se conocen solo por alas aisladas (Reino Unido y Estados Unidos). Se piensa que pueden encontrarse más especies en Messel y en los depósitos cercanos.
La familia Formicidae pertenece al orden Hymenoptera, que también incluye a las moscas de sierra, abejas y avispas. Las hormigas son un linaje derivado de entre las avispas véspidas. El análisis filogenético indica que las hormigas evolucionaron de los véspidos en el Cretácico Medio hace alrededor de 120 a 170 millones de años. Tras la aparición de las plantas angiospermas hace 100 millones de años, se diversificaron y asumieron una dominancia ecológica hace unos 60 millones de años.[4][5][6] Varios fósiles del Cretácico presentan formas intermedias entre las avispas y las hormigas, añadiendo una prueba más de la ascendencia de las avispas. Como en otros himenópteros, el sistema genético encontrado en las hormigas es la haplodiploidía.

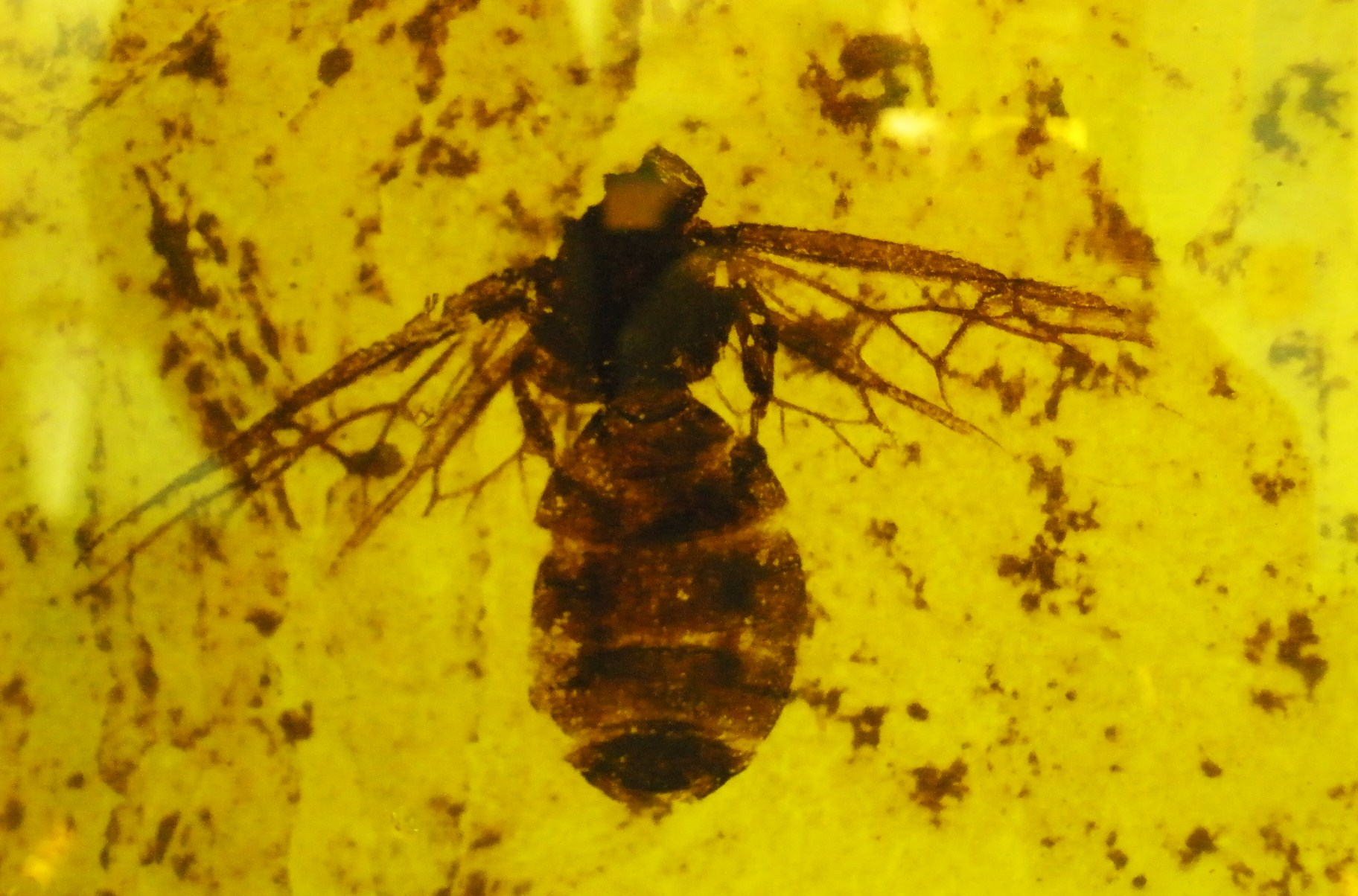
Titanomyrma gigantea en ámbar

En 1966, E. O. Wilson, et al. consiguieron los primeros restos fósiles en ámbar de una hormiga (Sphecomyrma freyi) de la Era Cretácica. El espécimen estaba atrapado en ámbar de Nueva Jersey y tenía más de 80 millones de años de antigüedad. Esta especie proporciona la más clara evidencia de un vínculo entre las hormigas modernas y las no sociales avispas. Las hormigas del Cretácico compartían características tanto del tipo de las avispas como del de las hormigas actuales.
Durante la Era Cretácica, sólo unas pocas especies de hormigas primitivas se extendieron con amplitud en el supercontinente Laurasia (Hemisferio Norte). Eran escasas en comparación con otros insectos (alrededor del 1% solamente). Las hormigas se convirtieron en dominantes tras la radiación adaptativa que tuvo lugar al principio de la Era Terciaria. De las especies existentes en las eras del Cretácico y Eoceno, sólo uno de aproximadamente diez géneros está extinto actualmente. El 56% de los géneros representados por los fósiles en ámbar báltico (Oligoceno Temprano) y el 96% de los representados por los fósiles en ámbar de la República Dominicana (aparentemente del Mioceno Temprano) aún sobreviven en la actualidad.

## Clasificación
Los géneros y especies descritos son:
- †Formiciini Lutz, 1986
  - †Titanomyrma Archibald, et al 2011
    - †Titanomyrma gigantea (Lutz, 1986)
    - †Titanomyrma lubei Archibald, et al 2011
    - †Titanomyrma simillima (Lutz, 1986)

  - †Formicium Westwood, 1854
    - †Formicium berryi (Carpenter, 1929)
    - †Formicium brodiei Westwood, 1854
    - †Formicium mirabile (Cockerell, 1920)